# Yasuhito Morishima
Yasuhito Morishima (森島 康仁 Morishima Yasuhito?), född 18 september 1987, är en japansk fotbollsspelare.
I juli 2007 blev han uttagen i Japans trupp till U20-världsmästerskapet 2007.